# Patrik Kincl
Patrik Kincl (* 21. července 1989 Hradec Králové) je český profesionální bojovník smíšených bojových umění (MMA) ve welterové (do 77 kg) a střední váze (do 84 kg). Zápasil pod řadou mezinárodních (KSW, ACB) i tuzemských (GCF, XFN) organizací. Koncem roku 2021 podepsal smlouvu s tuzemskou organizací OKTAGON, kde získal a následně i obhájil titul ve střední váze. Patrik Kincl trénuje v královéhradeckém klubu All Sports Academy.

## MMA kariéra
Patrik Kincl patří ve světovém žebříčku mezi nejlépe postavené CZ/SK zápasníky v kategorii do 77 kg a 84 kg, kde se pohybuje v top 50–100 zápasníků světa. Kincl začal s MMA v Good Luck Gym v Hradci Králové pod trenérem Janem Voborníkem. Později přešel do královéhradeckého All Sports Academy, kde působí jako aktivní zápasník a trenér dodnes. V organizaci KSW, kde působil od konce roku 2020 do druhé poloviny 2021, získal přezdívku "The Inspector". Jeho starší přezdívka je "patašon" či "patashon".
Zejména druhá polovina dosavadní MMA kariéry Patrika Kincla je lemovaná titulovými výzvami. Jeho první titulová šance byla plánovaná na 7. prosince 2013 ve welterové divizi v rámci GCF Fight Night, kdy byl vyzyvatelem Pepy "Gorily" Krále, ale zápas se neuskutečnil pro zranění aktuálního držitele titulu. V roce 2014 se stal dočasným šampionem české organizace GCF, kdy v prvním kole ukončil na TKO Valida Abdurachmanova. Abdurachmanov nastoupil jako náhradník za Roberta Pukače, který se zranil a nemohl nastoupit. Další zápas v organizaci GCF byl hlavní zápas večera, kdy v prvním kole ukončil Maďara László Soltésze. Poté Kincl podepsal smlouvu s ruskou organizací ACB (dnešní ACA). Zde dostal po čtyřech zápasech nabídku na zápas o titul s Albertem Duraevem, ale nakonec se zápas neuskutečnil, protože soupeř převážil o více než 5 kg. Další velmi diskutovaný Kinclův zápas proběhl na galavečeru ACB 52, kdy ukončil ve třetím kole na TKO Arbi Agujeva. Nicméně prezident ruské organizace ACB s výsledkem nesouhlasil a prohlásil výsledek za neplatný. V roce 2018 dostal Patrik Kincl nabídku na poslední chvíli ("short notice") od UFC, kde se měl utkat s Neilem Magnym, Kincl nabídku UFC odmítl kvůli souboji s Karlosem "Terminátorem" Vémolou na galavečeru XFN 11. Vyhrocený duel s Vémolou prohrál na body. Odveta s Karlem Vémoulou byla ohlášená organizací XFN na 7.6. 2019. K odvetě však nedošlo, protože Vémola přešel do konkureční organizace Oktagon. Organizace XFN oznámila na stejný datum náhradní zápas, kdy Kincl měl nastoupit do titulového zápasu s Makhmud "Mach" Muradovem. Zápas Kincl vs Muradov se neuskutečnil z důvodu finančních problémů organizátora (XFN).
Další titulová šance pro Patrika Kincla přišla v roce 2021 v polské organizaci KSW, kde byl ve 3. kole poražen Roberto Soldičem. Stal se tak teprve třetím československým zástupcem v KSW, který v této polské organizaci zápasil o titul. Ve druhé polovině roku 2021 Patrik Kincl podepsal smlouvu s československou organizací OKTAGON a následně v únoru 2022 získal ve svém prvním zápase pod touto organizací titul ve střední váze, když na body porazil dočasného šampióna Samuela "Piráta" Kryštofiče. Titul šampióna střední váhy dokázal v září 2022 obhájit proti zkušenému francouzskému zápasníkovi Alexi Lohoré, kterého po high kicku a následné sérii tvrdých úderů ukončil již v 1. kole. Šlo do té doby o nejrychlejší obhajobu titulu v organizaci OKTAGON MMA . Za vítězství nad Alexem Lohoré získal Tipsport výkon večera. Ke konci roku 2022 se opět schylovalo k odvetě Kincl vs Vémola. Tentokrát v organizaci OKTAGON MMA. K odvetě však v roce 2022 nedošlo z důvodu zdravotních problémů Karlose Vémoly. Patrik Kincl byl koncem roku 2022 ohlášen jako nasazený účastník pyramidy Tipsport Game Changer (pyramida v kategorii do 77 kg o sdílenou cenu 1 milon Eur), ale nakonec dal přednost odvetě s Karlem Vémolou a zároveň druhé titulové obhajobě v organizaci OKTAGON MMA ve střední váze. Dlouho očekávaná odveta, na kterou celá domácí scéna čekala dlouhých 5 let se uskutečnila v květnu 2023 na turnaji OKTAGON 43 v téměř vyprodané O2 Aréně. Patrik zde za velké podpory fanoušků porazil svého rivala jasně na body a úspěšně tak i po druhé obhájil pás šampiona střední váhy organizace OKTAGON MMA.
Kromě zápasení působí také jako trenér. Jeho svěřencem je například David Dvořák působící v organizaci UFC.

## MMA výsledky
| Výsledek   | Bilance   | Soupeř               | Metoda                            | Kolo | Čas  | Událost                                       | Datum      | Místo                          | Poznámka                                                      |
| ---------- | --------- | -------------------- | --------------------------------- | ---- | ---- | --------------------------------------------- | ---------- | ------------------------------ | ------------------------------------------------------------- |
| Prohra     | 28-12-(1) | Machmud Muradov      | Na body (jednomyslné rozhodnutí)  | 5    | 5:00 | Oktagon 72: Vémola vs Végh 3                  | 14.06.2025 | Praha, Česko                   | O interim titul organizace OKTAGON ve střední váze.           |
| Prohra     | 28-11-(1) | Kerim Engizek        | Na body (jednomyslné rozhodnutí)  | 5    | 5:00 | Oktagon 62: Bigger Than Ever                  | 12.10.2024 | Frankfurt nad Mohanem, Německo | Přišel o titul v OKTAGONu ve střední váze.                    |
| Výhra      | 28-10-(1) | Piotr Wawrzyniak     | Donucení (arm-triangle)           | 3    | 1:50 | Oktagon 54: Kincl vs. Wawrzyniak              | 02.03.2024 | Ostrava, Česko                 | Obhájil a sjednotil titul organizace OKTAGON ve střední váze. |
| Výhra      | 27-10-(1) | Karlos Vémola        | Na body (jednomyslné rozhodnutí)  | 5    | 5:00 | Oktagon 43: Kincl vs. Vémola 2                | 20.05.2023 | Praha, Česko                   | Obhájil titul organizace OKTAGON ve střední váze.             |
| Výhra      | 26-10-(1) | Alex Lohoré          | TKO (údery)                       | 1    | 1:54 | Oktagon 35: Kincl vs. Lohoré                  | 17.09.2022 | Brno, Česko                    | Obhájil titul organizace OKTAGON ve střední váze.             |
| Výhra      | 25-10-(1) | Samuel Krištofič     | Na body (jednomyslné rozhodnutí)  | 5    | 5:00 | Oktagon 31: Krištofič vs. Kincl               | 26.02.2022 | Praha, Česko                   | Získal titul organizace OKTAGON ve střední váze.              |
| Prohra     | 24-10-(1) | Roberto Soldić       | TKO (údery)                       | 3    | 2:55 | KSW 63: Crime of The Century                  | 04.09.2021 | Varšava, Polsko                | O titul organizace KSW ve Velterové váze.                     |
| Výhra      | 24-9-(1)  | Tomasz Romanowski    | TKO (údery)                       | 2    | 3:36 | KSW 61: To Fight or Not To Fight              | 05.06.2021 | Gdaňsk, Polsko                 | Velterová váha                                                |
| Výhra      | 23-9-(1)  | Tomasz Drwal         | KO (úder)                         | 1    | 4:23 | KSW 57: De Fries vs. Kita                     | 19.12.2020 | Lodž, Polsko                   |                                                               |
| Výhra      | 22-9-(1)  | Mattia Schiavolin    | Na body (jednomyslné rozhodnutí)  | 3    | 5:00 | PFN – Prague Fight Night Kincl vs Schiavolin  | 27.06.2019 | Praha, Česko                   |                                                               |
| Výhra      | 21-9-(1)  | Petr Ondruš          | Donucení (rear-naked choke)       | 1    | 1:35 | XFN 15: Marpo vs. Rytmus                      | 27.12.2018 | Praha, Česko                   |                                                               |
| Výhra      | 20-9-(1)  | Aleksandr Dolotěnko  | TKO (údery)                       | 1    | 2:39 | XFN 13: Kincl vs. Dolotenko                   | 10.11.2018 | Pardubice, Česko               |                                                               |
| Prohra     | 19-9-(1)  | Karlos Vémola        | Na body (jednomyslné rozhodnutí)  | 3    | 5:00 | XFN 11 – Back to the O2 Arena Vémola vs Kincl | 28.06.2018 | Praha, Česko                   | Střední váha                                                  |
| Výhra      | 19-8-(1)  | Vitor Nóbrega        | TKO (údery)                       | 1    | 4:29 | XFN 6: Ondruš vs. Vémola                      | 07.12.2017 | Praha, Česko                   | Catch-weight do 81 kg                                         |
| Výhra      | 18-8-(1)  | Mohamed Sayah        | Na body (jednomyslné rozhodnutí)  | 3    | 5:00 | XFN 5: Kincl vs. Sayah                        | 21.10.2017 | Pardubice, Česko               |                                                               |
| Výhra      | 17-8-(1)  | Igor Fernandes       | KO (kop na hlavu a údery)         | 1    | 4:59 | ACB 63: Celiński vs. Magalhaes                | 01.07.2017 | Gdaňsk, Polsko                 | Bonus za výkon večera.                                        |
| No Contest | 16-8-(1)  | Arbi Agujew          | No contest (změněn organizátorem) | 2    | 4:42 | ACB 52: Another Level of MMA Fighting         | 21.01.2017 | Vídeň, Rakousko                |                                                               |
| Výhra      | 16-8      | Siergiej Khandozhko  | Na body (jednomyslné rozhodnutí)  | 3    | 5:00 | ACB 32: Battle of Lions                       | 26.03.2016 | Moskva, Rusko                  |                                                               |
| Výhra      | 15-8      | Renat Lyatifov       | Na body (jednomyslné rozhodnutí)  | 3    | 5:00 | ACB 26: Grand Prix Final 2015                 | 28.11.2015 | Grozný, Rusko                  |                                                               |
| Výhra      | 14-8      | Robert Pukač         | Rozhodnutie (rozdelenie)          | 3    | 5:00 | Full Fight 1: Czechoslovakia vs. Russia       | 30.05.2015 | Banská Bystrica, Slovensko     |                                                               |
| Prohra     | 13-8      | Albiert Durajew      | Donucení (triangle choke)         | 3    | 4:50 | ACB 16: Grand Prix Berkut 2015 Stage 3        | 17.04.2015 | Moskva, Rusko                  | Štvrťfinále ACB turnaje ve velterove váze.                    |
| Výhra      | 13-7      | László Soltész       | TKO (údery)                       | 1    | N/A  | GCF Challenge: Eastern Best 3                 | 11.10.2014 | Pardubice, Česko               |                                                               |
| Výhra      | 12-7      | Valid Abdurachmanov  | TKO (údery)                       | 1    | 4:30 | GCF 27: Road to the Cage                      | 21.03.2014 | Praha, Česko                   | Stal se šampiónem organizace GCF ve Velterové váze.           |
| Výhra      | 11-7      | Peter Stacho         | TKO (údery)                       | 1    | N/A  | GCF 25 – Over the Top                         | 06.10.2013 | Pardubice, Česko               | Velterová váha                                                |
| Výhra      | 10-7      | Wanderson Silva      | Donucení (kimura)                 | 1    | 4:42 | CF – Cage Fighters 3                          | 28.07.2013 | Matosinhos, Portugalsko        |                                                               |
| Výhra      | 9-7       | Markus Di Gallo      | Donucení (kimura)                 | 1    | 4:25 | CFS 7 – Cage Fight Series 7                   | 12.05.2013 | Štýrský Hradec, Rakousko       |                                                               |
| Prohra     | 8-7       | Magnus Cedenblad     | TKO (údery)                       | 2    | 2:32 | Superior Challenge 5 – Pride and Fury         | 01.05.2010 | Stockholm, Švédsko             |                                                               |
| Prohra     | 8-6       | André Reinders       | Na body (jednomyslné rozhodnutí)  | 3    | 5:00 | HC 5 – Hell Cage 5                            | 27.03.2010 | Praha, Česko                   |                                                               |
| Prohra     | 8-5       | August Wallen        | Donucení (triangle choke)         | 1    | 4:03 | The Zone FC 5 – Bushido                       | 07.11.2009 | Göteborg, Švédsko              |                                                               |
| Prohra     | 8-4       | Aleksandr Szlemienko | Na body (jednomyslné rozhodnutí)  | 3    | 5:00 | HC 4 – Hell Cage 4                            | 20.09.2009 | Praha, Česko                   | Pre majstrovstvá Európy WKN MMA do 75 kg                      |
| Výhra      | 8-3       | Maxim Nevolia        | Donucení (rear-naked choke)       | 1    | 4:26 | HC 3 – Hell Cage 3                            | 29.03.2009 | Praha, Česko                   |                                                               |
| Výhra      | 7-3       | Wasilij Kryłow       | Donucení (kimura)                 | 2    | 2:16 | MFC – Mix Fight Combat                        | 21.02.2009 | Nižnij Novgorod, Rusko         | Velterová váha                                                |
| Výhra      | 6-3       | Tom Haddock          | Podanie (sýtič)                   | 1    | 2:39 | HC 2 – Hell Cage 2                            | 19.10.2008 | Praha, Česko                   |                                                               |
| Výhra      | 5-3       | Boquihu Boquihu      | TKO (údery)                       | 2    | N/A  | FA 3 – Fight Arena 3                          | 14.06.2008 | Česko                          |                                                               |
| Výhra      | 4-3       | David Kedzuch        | KO (údery)                        | 2    | 1:19 | GFF 7 – Gladiators Free Fight 7               | 25.05.2008 | Praha, Česko                   |                                                               |
| Prohra     | 3-3       | Teemu Inkeroinen     | Na body (jednomyslné rozhodnutí)  | 2    | 5:00 | The Cage Vol. 10 – Neoblood                   | 26.04.2008 | Helsinky, Finsko               |                                                               |
| Výhra      | 3-2       | Peter Kirkegaard     | TKO (údery)                       | 3    | 2:42 | FG 6 – Fighter Gala 6                         | 15.03.2008 | Odense, Dánsko                 |                                                               |
| Prohra     | 2-2       | Nikolai Koubti       | Na body (jednomyslné rozhodnutí)  | 3    | N/A  | XFC – Xtreme Fighting Championship            | 16.02.2008 | Německo                        |                                                               |
| Prohra     | 2-1       | Tomáš Kužela         | Na body (jednomyslné rozhodnutí)  | 2    | 5:00 | GFF 6 – Gladiators Free Fight 6               | 25.11.2007 | Praha, Česko                   |                                                               |
| Výhra      | 2-0       | Dawid Warchol        | TKO (údery)                       | 3    | 2:13 | NBR 1 – Nord Bohemia Ring 2                   | 14.07.2007 | Česko                          |                                                               |
| Výhra      | 1-0       | Tomáš Majlar         | Donucení                          | N/A  | N/A  | NBR 1 – Nord Bohemia Ring 1                   | 25.03.2007 | Česko                          |                                                               |

## Box výsledky
| Výsledek | Bilance | Soupeř         | Metoda  | Kolo | Čas  | Událost                                            | Datum      | Místo         | Poznámka                         |
| -------- | ------- | -------------- | ------- | ---- | ---- | -------------------------------------------------- | ---------- | ------------- | -------------------------------- |
| Prohra   | 1-1     | Attila Végh    | Na body | 4    | 3:00 | Fight Night Challenge 1                            | 27.12.2021 | Brno, Česko   | Boxerská exhibice, Váha do 98 kg |
| Výhra    | 1-0     | Martin Valenta | Na body | 4    | 3:00 | MMAsters League 1: Martin Valenta vs. Patrik Kincl | 25.06.2020 | Kladno, Česko | Váha do 90 kg                    |

## Činnost mimo MMA
K bojovým sportům se dostal již v pěti letech, kdy ho rodiče přihlásili na Judo. U Juda zůstal sedm let. Poté se nějký čas věnoval skateboardingu a snowboardingu. V pubertě však propadl boxu, ze kterého po několika letech přešel do MMA, které mu více vyhovovalo.  K boxu se znovu vrátil o něco později a od roku 2020 se ukázal již dvakrát v boxerském klání. Jeho premiéra v boxu byla úspěšná, kdy v červnu 2020 porazil na body Martina Valentu v rámci MMAsters League. Soupeřem Patrika Kincla ve druhém boxerském zápase byl Attila Végh, kterému podlehl po 4kolové bitvě na body v rámci Fight Night Challenge v brněnské Zoner BOBYHALL. O boxerském zápasu proti Attilovi Véghovi se dozvěděl pouhé tři dny předem, protože nastoupil jako náhradník za zraněného Emanuela Newtona.
Patrik Kincl je také autorem nepravidelně vycházejícího podcastu "Fight and Talk".

## Benefiční činnost
V roce 2023 se Patrik Kincl stal ambasadorem sbírky pro čtyřletou Jasmínku v rámci neziskové organizace "MMA pomáhá" . Jasmínka bojuje s trvalými důsledky operací, které byly provedeny za účelem odstranění Jasmínčiny vrozené srdeční vady. 
V září 2022 daroval Patrik Kincl část finanční odměny za nejlepší výkon v rámci galavečeru OKTAGON 35, samoživitelce z Hradce Králové, která se potýkala s finanční nouzí. 
V minulosti dále podpořil propagací Český registr dárců krvetvorných buněk a je i registrovaným dárcem. Je ambasadorem kampaně zaměřené na bezpečné převážení psů v automobilech.